# 779

## Decese
- 25 februarie: Sfânta Walpurga sfântă saxonă (n. 710)